# Time slip 80's
time slip 80's（タイム・スリップ・エイティーズ）は、TBSラジオで2005年10月9日から2007年3月31日まで放送されていたラジオ番組。

## 概要
1980年代にヒットした洋楽を中心にオンエアし、ディスコなどをはじめとする1980年代の文化・トレンドを振り返るのがコンセプトとなっていた。マガジンハウスから発行されている雑誌『POPEYE』『BRUTUS』をテキスト（資料）としてトークを繰り広げた。公式ページのタイトルロゴは『ベストヒットUSA』を模倣したデザインだった。
スポンサーはSHOP99。

## 放送時間
- 放送開始から2006年3月まで
  - 毎週土曜日 21:00 - 21:30 (JST)
- 2006年10月から2007年3月まで
  - 毎週土曜日 19:00 - 20:00 (JST)

## 出演者
- パトリック・ハーラン（パックンマックン）
- 鳥越さやか（タレント）
- 吉野信吾（「Focus On The 80's」「The 80's Go On!」のコーナーのみ、番組内での肩書きは「エイティーズ・コメンテーター」）

## コーナー
Focus On The 80's
1980年代の文化・トレンドを振り返る。
Look Back In Music !
テーマに合わせたいくつかの楽曲をパックンがDJ風にフラッシュで紹介する。
The 80's Go On!
1970年代・1980年代と関わりの深い場所、人物などを取材し紹介する。
| TBSラジオ 土曜日21:00 - 21:30枠               | TBSラジオ 土曜日21:00 - 21:30枠 | TBSラジオ 土曜日21:00 - 21:30枠                                            |
| 前番組                                        | 番組名                          | 次番組                                                                     |
| --------------------------------------------- | ------------------------------- | -------------------------------------------------------------------------- |
| ザ・ベースボールジョッキー                    | time slip 80's （第1期）        | エキサイトベースボールジョッキー                                           |
| TBSラジオ ナイターオフの土曜日19:00 - 20:00枠 |                                 |                                                                            |
| ラジオワールド                                | time slip 80's （第2期）        | みうらじゅんの「サブカルジェッター」〜2番目がいいんじゃない ※19:00 - 20:25 |